# 班禅额尔德尼·确吉杰布
確吉傑布（藏語：ཆོས་ཀྱི་རྒྱལ་པོ་，威利转写：Chos-kyi Rgyal-po，藏语拼音：Qoigyi Gyaibo，1990年2月13日—），俗名坚赞诺布（藏語：རྒྱལ་མཚན་ནོར་བུ་，威利转写：Rgyal-mtshan Nor-bu，藏语拼音：Gyaincain Norbu），男，藏族，西藏自治区那曲地区嘉黎县人，是中華人民共和國政府正式以金瓶掣签方法认定的藏传佛教格鲁派第十一世班禪额尔德尼，现任全国政协常委、中国佛教协会副会长。

## 生平

### 出生及家庭
1990年2月13日，坚赞诺布出生在西藏自治区那曲地区嘉黎县。其父親索朗扎巴是一位信仰藏傳佛教的普通牧民，母親桑吉卓瑪来自藏北的聶榮縣尼瑪鄉，曾是新華書店嘉黎縣分店的職員。1986年，二人在那曲地區組織的文化補習班上結識並有了感情，一年以后在嘉黎縣結婚，在坚赞诺布之前先有一子索朗贡布。

### 金瓶掣签
1989年1月第十世班禪額爾德尼·確吉堅贊圓寂後，經過六年尋訪，1995年11月29日，在拉萨大昭寺佛像前，经金瓶掣签仪式後，年僅五歲的坚赞诺布被中華人民共和國政府確認為前任班禅的转世灵童。
1995年12月8日，经中華人民共和國政府批准认定，坚赞诺布在日喀则的扎什伦布寺正式加冠仪式繼承第十一世班禅额尔德尼之位，成為第十一世班禅额尔德尼。由李铁映代表国务院向其颁授了金册以及金印。
確吉杰布继位后，中国媒体经常报道他参加佛事和其他公开活动。江泽民、胡锦涛、习近平三任中共中央总书记都先后接见过他。
2001年，中国出版了《第十一世班禅确吉杰布》画册。十一世班禅的经师先后为波米·强巴洛珠、加羊加措（1998年起）。

### 参政
2010年起，十一世班禪先後當選為中國佛教協會副会长、全國政協委員、常委等職。
2021年2月8日，中共中央书记处书记、中央统战部部长尤权在北京会见了班禅额尔德尼·确吉杰布。尤权向班禅和藏传佛教界人士祝贺春节和藏历新年；班禅向尤权敬献了哈达，表示坚决同中共中央保持高度一致，精进学修，服务信众，始终坚持藏传佛教中国化方向，努力为西藏的民族团结、宗教和顺、人民幸福贡献力量。
2021年7月12日，四川省委书记彭清华在成都会见班禅额尔德尼·确吉杰布，欢迎他来川参观考察，省政协主席柯尊平一同会见。
2021年8月19日，班禅额尔德尼确吉杰布出席庆祝西藏和平解放70周年大会，并代表中國佛教協會西藏分會接收中共中央总书记、国家主席、中央军委主席习近平题词的“建设美丽幸福西藏　共圆伟大复兴梦想”贺匾和贺幛。
2022年10月16日，班禅额尔德尼确吉杰布出席中國共產黨第二十次全國代表大會。
2023年2月17日，班禪在北京接受中共中央政治局委員、中央統戰部部長石泰峰會見，石泰峰向班禪和藏傳佛教界人士祝賀藏歷水兔新年，並對班禪過去一年各方面取得的進步給予肯定，希望他牢記習近平總書記的殷切囑託，在思想上政治上行動上同以習近平為核心的黨中央保持高度一致。而班禪向石泰峰敬獻了哈達，表示將始終牢記習近平的諄諄教導，認真學習貫徹二十大精神，繼承和發揚歷世班禪愛國愛教的光榮傳統，堅定不移維護祖國統一和民族團結。
2025年6月6日，中共中央总书记、国家主席、中央军委主席习近平在中南海接受班禅额尔德尼·确吉杰布拜见。习近平勉励他以十世班禅大师为楷模，努力成为佛学造诣精深、受僧俗信众爱戴的藏传佛教活佛，在促进民族团结、宗教和顺、西藏稳定发展进步中作出更大贡献。中共中央政治局常委、全国政协主席王沪宁，中共中央政治局常委、中央办公厅主任蔡奇陪同接受拜见。班禅向习近平敬献哈达，介绍了他近年来的学习工作情况。习近平对他在各方面取得的进步表示祝贺。

### 宗教活动
2006年4月，年仅16岁的十一世班禅参加了在杭州举行的首届世界佛教论坛大会。
2008年汶川大地震后，18岁的十一世班禅在北京雍和宫主持了“抗震祈愿法会”。
2010年玉树地震后，在北京的十一世班禪为玉树灾区捐款10万元人民币。
2016年7月21至24日，班禅首次在日喀则市德慶格桑頗章主持时轮金刚灌顶法会，每日约5千名僧侣和10万名群众接受了班禅的时轮金刚灌顶(合共42.6万人次)。据了解，在举行法会后，日喀则市和拉萨市上空惊现极罕见祥瑞佛光天象，引起极大关注。
2021年10月26日晚，班禅在扎什伦布寺经过近两小时立宗答辩通过考核，获得藏传佛教格鲁派最高学位之一的“嘎钦”学位。27日，扎什伦布寺举行祝贺班禅获得嘎钦学位吉祥祈愿法会。班禅向在场所有僧众摸顶赐福，并与僧众集体诵经，回向祈福饶益众生、法务昌隆、国泰民安、风调雨顺。
2022年10月24日，班禪在北京接受旅居台湾的秋竹活佛拜見，班禅称赞秋竹活佛多年来为爱国爱教事业做出的努力，并嘱咐他保重身体，为祖国强盛、佛法弘传做出更多贡献。 

## 调研考察

### 2021年
2021年7月9日到22日，班禅额尔德尼·确吉杰布到四川阿坝州和甘孜州考察调研，途中参与甘孜州、阿坝州藏传佛教界代表人士座谈会，并勉励与会人士坚持中国宗教中国化方向发展，并引导和团结好广大信教群众。在考察调研期间，班禅共赴6座寺院开展佛事活动，带领僧众诵经祈福，为僧众讲经传法、摸顶赐福，广受当地民众欢迎。
2021年7月22日到30日，班禅赴甘肃考察调研。他在寺庙开展佛事活动，深入牧民家中了解脱贫情况，踏足草原湿地考察生态文明建设，参观红色展馆并与宗教界代表人士座谈，受到信教群众热烈欢迎；再前往兰州南关清真寺参观考察，与伊斯兰教界代表人士进行座谈。而在考察期间，班禅在拉卜楞寺率一千余名僧人举行灌顶法会，共同祈祷河南灾情早日退去，早日战胜新冠疫情，并祈福国运昌隆、民族团结。
2021年7月30日，班禅回藏开启佛事和调研活动，回藏第一日抵达班禅行宫雪林多吉颇章，8月1日正式开展佛事活动，并前往拉萨大昭寺礼佛，为大昭寺僧人摸顶，发放布施及斋茶斋饭。
2021年8月8日，班禅额尔德尼·确吉杰布搭乘拉林铁路由拉萨回到驻锡地扎什伦布寺，开展佛事活动。
2021年11月2日，班禅额尔德尼·确吉杰布圆满完成在西藏自治区的社会调研与佛事活动，并启程返回北京驻锡地。

### 2022年
2022年5月18日清晨，班禪額爾德尼·確吉傑布前往拉薩大昭寺朝拜禮佛，並帶領眾僧誦經祈願國泰民安、世界和平、風調雨順，祈禱新冠疫情早日結束、人類遠離疫情，這是班禪2022年在西藏開展的首場佛事活動。
5月20日，西藏自治區黨委書記王君正在拉薩會見班禪額爾德尼·確吉傑布，表示對班禪回藏履職工作、考察調研表示歡迎。這是王君正履職後第一次與班禪會面。
6月，班禪在西藏拉萨与藏传佛教各教派高僧、西藏大学专家学者、西藏社科院专家学者以及西藏佛学院经师等进行座谈，研究推进藏传佛教中国化。
7月1日，班禪前往西藏佛学院考察调研，为“建设美丽幸福西藏 共圆伟大复兴梦想”石碑揭牌，为学员讲经授法、进行长寿灌顶，并为僧尼摸顶赐福。
7月4日，班禪在拉萨木如寺、木如印经院考察调研，为僧众摸顶赐福，并走访了解《甘珠尔》《丹珠尔》印经点运行情况、印经工人的生活等。
7月16日，班禪前往拉萨市甘丹寺朝拜礼佛，并现场观摩2023年度西藏自治区藏传佛教学经僧人晋升格西拉让巴学位夏季预考活动。
7月21日，班禪前往山南市隆子县扎日乡珞瓦新村调研，夹道欢迎的信教群众频频躬身祈祷。在本次視察中，班禪观看珞瓦新村建设展板和村民小康房，了解珞瓦新村搬迁情况，以及守边固边、兴边富边、基础设施条件改善、乡村振兴实施和群众生产生活、产业发展、生态建设等情况。調研結束前，班禪为村口列队欢送的信教群众一一摸顶赐福，并给村内所有信教群众送上了经过加持的金刚结、法相照片和像章。
7月29日，班禪前往桑顶寺礼佛讲经，并与桑頂·多吉帕姆·德慶曲珍交谈叙旧。
8月2日，班禪回抵駐錫地扎什倫布寺。
受西藏新冠肺炎疫情影響，班禪連續4個月在西藏開展調研和佛事活動，預計將於9月返京。

### 2023年
4月13日，班禪前往山東省考察，並與山東省委書記林武會面。25日，班禪首次在河南省考察，並在鄭州市先後與河南省省委书记楼阳生、省长王凯會面。 
5月22日，班禪前往雲南考察学习，並在昆明會見雲南省委书记王宁。
5月29日，班禪抵達四川省甘孜藏族自治州考察，受到大量民眾夾道歡迎。5月31日，班禪出席「坚持我国宗教中国化方向甘孜州座谈会」並發表重要講話，他發言時強調「中国共产党全心全意为人民服务的宗旨与佛教普渡众生有着共同的价值追求」，認為「中华民族才从站起来、富起来到强起来，正是中国特色社会主义制度不计成本、不讲回报的投」，倡議「坚持我国宗教中国化方向，既是佛教界政治上的选择，也是信仰上的实践」。由5月29日到6月5日，班禪先后在四川甘孜藏族自治州得荣、乡城、稻城、理塘、巴塘、白玉、德格等地考察调研；並分別在在乡城县桑披岭寺、稻城县冲古寺、理塘县长青春科尔寺、巴塘县康宁寺、德格县更庆寺等藏传佛教寺庙举行佛事活动，并为信教群众摸顶赐福。
6月5日至6月17日，班禅抵達西藏昌都举行佛事活动和参访调研，為他时隔6年的第二次到访。在抵達昌都時，班禪受到当地信教群众和僧人的热烈欢迎。他先後前往瓦拉寺、觉普寺、拉贡寺、岗达寺、烟多寺、强巴林寺、佐孜寺、孜珠寺、金卡寺、类乌齐寺等礼佛、参访，涵盖藏传佛教格鲁派、噶举派、萨迦派和苯教寺庙；亦参访了芒康县盐井天主教堂。出席一系列佛事活動後，班禪出席芒康县各族各界座谈会和昌都藏传佛教界座谈會，並發表演說：「藏传佛教为什么发展上千年，到今天依然能够传承，是因为先辈高僧大德能够将藏传佛教同当时的时代、社会的发展相结合。」。班禪會上呼籲「藏传佛教界人士要主动去适应这个时代，只有和时代同频共振，同国家和人民的命运紧密结合，藏传佛教才会有健康的、美好的未来。」 6月12日，班禅在西藏昌都市强巴林寺礼佛讲经，并为3.6万余名信众摸顶赐福。强巴林寺僧众组成仪仗队、焚香、吹响法号，高举宝伞等，以藏传佛教最高礼仪迎接班禅。
6月8日，班禅乘机抵达拉萨，前往机场或在雪林多吉颇章迎接、出席相关活动的还有甲热·洛桑丹增、张洪波、徐志涛、珠康·土登克珠、萨龙·平拉、白玛旺堆等自治区领导和拉萨各大寺庙的僧众代表。6月25日凌晨，班禅在拉萨大昭寺朝拜释迦牟尼佛像、了解唐蕃会盟碑保护情况，并为大昭寺僧众摸顶赐福。
7月4日，班禅在拉萨市哲蚌寺礼佛朝拜、解经释教，参加2024年度藏传佛教学经僧人考核晋升格西拉让巴夏季预考开考仪式，并为僧众摸顶赐福。翌日，他主持召开中国佛教协会西藏分会第3次会长办公会议，12日至14日，出席中国佛教协会西藏分会第八届藏传佛教讲经阐释交流会、佛协西藏分会第三届藏传佛教教义阐释研讨会。28日，班禪前往西藏自治区藏医院调研，勉励医务人员，並為群眾祈福摸頂。
8月1日，班禪出席由中国佛教协会西藏分会舉辦的“国家意识、公民意识、法治意识”教育座谈会並發表講話。24日，他前往直孔替寺，分别进行了礼佛、讲经传法，并为僧众摸顶赐福等活動。
11月4日，在藏傳佛教傳統的“降神节”，班禪为日喀则市江孜县重孜寺 生钦·旦巴热杰活佛授予比丘戒，並为扎什伦布寺部分年轻僧人传授沙弥戒仪式。13-14日，班禪在駐錫地扎什伦布寺多加大院为信教群众摸顶赐福，这是近年来规模最大的一次班禅摸顶赐福活动。
12月，班禪在日喀则市博物馆、石刻艺术博物馆、珠峰文化旅游创意产业园区等地参观调研。12月12日，班禅圓滿結束在西藏為期6個月的学习调研和佛事活动，返回北京駐錫地。

### 2024年
2024年6月28日，班禅于凌晨5时许在大昭寺朝拜寺内各殿堂，并念诵经文、虔诚祈祷，向殿堂主供佛像敬献哈达。7月2日及11日分别主持召开中国佛教协会西藏分会第十一届理事会第11次会长会议和中国佛教协会西藏分会2024年第1次会长会议。
8月，班禅分别前往那曲市比如县贡萨寺、桑达寺、比如寺，索县日崩尼寺、琼科寺，巴青县鲁布寺，色尼区孝登寺开展佛事活动。各寺均以宗教最高礼节迎请班禅。班禅带领僧众诵经礼佛，祈愿风调雨顺、国泰民安。
9月1日，班禅在拉萨参观西藏和平解放70周年成就展。
10月15-17日，班禅在浙江宁波参与第六届世界佛教论坛并出席祈福法会。

## 名言
- “别人可能不会因为你的信仰而尊重你，但会因为你的行为而尊重你的信仰。普度众生永远在路上。”
- “佛法绝不在表面形式上，不是局限在吃斋念经，烧香拜佛，打坐转山，真正的佛法一定是对内心的改变，是对贪嗔痴烦恼的对治，扬善抑恶、利益众生、清净内心，这才是真正的佛法。”[55]
- “佛法在世间，不离世间觉。我们自己的修行不只是念经、拜佛、吃斋、打坐，最重要的是我们为人民做了什么、我们给人民带来了什么，这是衡量我们修行好坏的标准和尺度。”[56]
- “殊胜时代，我们作为释迦弟子都具有继承和发扬佛法的神圣使命。佛教进入再弘期，不能像等新年那样一直等着，而是要爱护佛法，为自己的寺庙担责。”[57]
- “发生慈心愿一切有情具足安乐，发生悲心愿一切有情远离痛苦。”[58]
- “当你放下执念的时候，你就获得了真正的自由。”[59]
- “身行善，心自静；心少杂念，则万物清新。”[60]
- “善恶如何定义？给他人带来快乐、使众生获得幸福是善；给别人带来痛苦、使有情遭受苦难是恶。”[61]
- “心慈则人民幸福；心安则社会安定；心净则国土清净；心和则世界和平。”[62]

## 争议
確吉杰布的十一世班禪地位一直不為西藏流亡政府承認。第十四世達賴喇嘛於1995年5月14日宣佈认定更登確吉尼瑪為十世班禪的轉世靈童。西藏流亡政府之部分藏人認為未經達賴喇嘛認證、而由中國政府另外冊立的確吉傑布是「名不正言不順」。
阿嘉·洛桑圖旦·久美嘉措於其自傳《順水逆風》（Surviving the Dragon）中声称国家宗教局局長葉小文在儀式後返回北京的專機上親口向他和嘉木样·洛桑久美·图丹却吉尼玛、李鐵映承認如何動手腳以確保抽出屬意的人選：「我們在選定靈童過程中力求做到萬無一失，（我們）在一個裝寫有候選人姓名的象牙簽的錦套中塞了棉花，讓這個候選人的簽高出一截，因此才順利的選中了合適的候選人。」《人民日報》駐西藏記者劉偉也親臨場並發表報道說，金瓶掣簽舉行前最後驗看名簽的是葉小文，「他驗完簽後，拿起托盤中細長的黃緞封套，將名簽套上。可能黃緞套過於細瘦，封裝每只簽，葉小文都用了很長時間」，「終於，葉小文鎮定地將三支名簽都裝進了黃緞封套，他抬起頭來，神色明顯輕鬆了許多。」阿嘉之後被中国政府指定為確吉傑布的經師。
西藏流亡政府议员格桑坚赞表示：“这个灵童也不是一个一般的孩子，才能进入这个候选人范围。我们认为他肯定具有非凡的智慧。但大家绝对不会承认他就是班禅大师的转世灵童。”
2018年4月，第十四世达赖喇嘛向记者表示，历史上有过在藏传佛教内一个僧侣拥有多个转世化身的例子，他希望中国中央政府认定的确吉杰布能够在高僧指导下认真学习，并为弘法和教化民众尽到应有的贡献。